# Ciudad Hidalgo
Ciudad Hidalgo är en ort i Mexiko.   Den ligger i kommunen Hidalgo och delstaten Michoacán de Ocampo, i den södra delen av landet, 150 km väster om huvudstaden Mexico City. Ciudad Hidalgo ligger 2 062 meter över havet och antalet invånare är 54 993.
Terrängen runt Ciudad Hidalgo är kuperad. Runt Ciudad Hidalgo är det ganska tätbefolkat, med 90 invånare per kvadratkilometer. Ciudad Hidalgo är det största samhället i trakten. I omgivningarna runt Ciudad Hidalgo växer huvudsakligen savannskog.